# Die Gitarre und das Meer 2000
Die Gitarre und das Meer 2000 ist das 43. Extended-Play-Album des österreichischen Schlagersängers Freddy Quinn, das 1992 im Musiklabel Megaherz Film und Fernsehen auf Schallplatte (Nummer 44 0064-1) und Compact Disc (Nummer 44 0064-2) in Deutschland veröffentlicht wurde. Der Vertrieb geschah unter der Rechtegesellschaft Gesellschaft für musikalische Aufführungs- und mechanische Vervielfältigungsrechte.

## Schallplattenhülle
Auf der Schallplattenhülle bzw. der CD-Hülle ist Freddy Quinn zu sehen, der ein gelbes Hemd trägt. Sein Kopf ist schwarz-weiß und vom Hemd ist der obere Teil bis zur Brusttasche sichtbar. Der Hintergrund ist rot, worauf der Schriftzug „Freddy Quinn“ in blauen Großbuchstaben und darunter der EP-Titel in schwarzen Großbuchstaben geschrieben ist.

## Musik
Das Lied Die Gitarre und das Meer wurde von Lotar Olias komponiert, der Text stammt von Aldo von Pinelli. Dieses Lied ist in vier unterschiedlichen Versionen im Dance-Pop als elektronische Musik auf der Platte vorhanden.

## Titelliste
Das Album beinhaltet folgende vier Titel:
- Seite 1

1. Die Gitarre und das Meer 2000 (Radio-Edit)
2. Die Gitarre und das Meer (Club-Mix)

- Seite 2

1. Die Gitarre und das Meer (Ocean-Cut)
2. Die Gitarre und das Meer (Bonus-Mix)